# Бреденг (станція метро)
59°17′42″ пн. ш. 17°56′02″ сх. д. / 59.295° пн. ш. 17.933889° сх. д.
«Бреденг» (швед. Bredäng) — станція Червоної лінії Стокгольмського метрополітену, обслуговується потягами маршруту Т13.
Станцію було відкрито 16 травня 1965 року у складі черги Ернсберг — Сетра.  

Відстань до Слюссена становить 9 км.
Пасажирообіг станції в будень — 7,750 осіб (2019)

Розташування: мікрорайон Бреденг, Седерорт.  
Конструкція: відкрита наземна станція з однією острівною прямою платформою.

## Операції
| Попередня станція      | Лінія | Лінія     | Лінія | Наступна станція  |
| ---------------------- | ----- | --------- | ----- | ----------------- |
| Меларгейден до Ропстен |       | Лінія T13 |       | Сетра до Норсборг |